# Yume wo dakishimete
Yume wo dakishimete (夢を抱きしめて?, Yume wo dakishimete, "Abbracciata in un sogno") è un brano musicale di Megumi Hayashibara, scritto da Okazaki Ritsuko e Watanabe Natsumi, e pubblicato come singolo il 24 giugno 1992 dalla Starchild. Il brano è stato incluso nell'album SHAMROCK. Il singolo raggiunse la novantesima posizione della classifica settimanale Oricon, dove rimase per una sola settiman1, vendendo circa 2 550 copie.
Yume wo  è stato utilizzato come sigla di apertura dell'anime Mahou no Princess Minky Momo, dove tra l'altro Megumi hayashibara doppiava il personaggio di Minky Momo, protagonista della serie. Il brano fu incluso anche nella raccolta legata all'anime Minky Momo Love Stage

## Tracce
CD singolo KIDA-42
1. Yume wo Dakishimete (夢を抱きしめて) - 3:47
2. Suki Yori Daisuki Minky Smile (好きより大好きミンキースマイル!) - 2:23
3. Yume wo Dakishimete (Off Vocal Version) - 3:47

Durata totale: 9:57

## Classifiche
| Classifica (1992)                        | Posizione più alta |
| ---------------------------------------- | ------------------ |
| Giappone (Classifica settimanale Oricon) | 90                 |